# Quint Cassi Longí (tribú 49 aC)
Quint Cassi Longí (llatí: Quintus Cassius Longinus) era parent de Gai Cassi Longí, l'assassí de Juli Cèsar. Ciceró diu que era el seu "frater" però aquest terme servia per a designar els familiars de la mateixa quinta tant als germans com als cosins germans.
L'any 54 aC era qüestor de Gneu Pompeu a Hispània i en absència del triumvir va acumular grans riqueses arreplegades a la Hispània Ulterior. Era tan rapaç que es va formar una conjura contra la seva vida que no va reeixir.
El 49 aC va ser tribú de la plebs i va tenir com a col·lega a Marc Antoni, amb el que es va oposar a les mesures dels optimats, vetant els decrets del senat i el 6 de gener van ser expulsats pels cònsols i van fugir amb Juli Cèsar, fins que la victòria d'aquest els va restaurar. Llavors va convidar al senat a rebre al dictador.
Quan Cèsar va sortir cap a Hispània aquell mateix any se'l va emportar i després de derrotar els pompeians Luci Afrani i Marc Petrei el va deixar com a governador de la Hispània Ulterior Com que els habitants el temien, va haver de governar amb el suport exclusiu de les tropes.
A finals d'any va rebre ordres de passar a l'Àfrica per fer la guerra a Juba I de Numídia que s'havia pronunciat per Pompeu. A Àfrica esperava trobar un nou camp per saquejar. L'any 48 aC va reunir l'exèrcit a Corduba (l'actual Còrdova) i llavors va esclatar una conspiració en la que van intervenir part de les seves tropes. Va ser atacat a la mateixa plaça del mercat de la vila i va quedar ferit i els revoltats van proclamar governador Luci Juvenci Laterense, però Cassi es va poder escapar i no va tardar a dominar la revolta i executar Laterense i altres conspiradors. De resultes, declarà noves exaccions contra els provincials. Poc després, dues legions que havien servit abans amb Varró, llegat de Pompeu, i que marxaven cap a Calpe per embarcar cap a Àfrica, es van revoltar i van proclamar governador Tit Tori. També la ciutat de Corduba es va revoltar i el qüestor Marc Claudi Marcel Eserní (Marcus Claudius Marcellus Aesernius), enviat per Cassi a apaivagar la revolta, es va posar al capdavant de la rebel·lió. Cassi va demanar ajut a Bogud II de Mauretània i a Marc Emili Lèpid, governador de la Gàl·lia Narbonense i, mentrestant, es va fer fort a una vila fortificada no gaire lluny de Corduba, de la que en quedava separada pel riu Betis. Forçat a retirar-se, es va refugiar a la ciutat d'Úlia, que Marcel va assetjar, però abans de poder ocupar-la va arribar Bogud II amb reforços i no gaire després Lèpid. Aquest va exigir la fi de les hostilitats i Marcel va obeir i es va unir a Lèpid. Cassi va demanar sortida lliure, que li va ser concedida. Llavors va arribar a la província el nou governador Gai Treboni, i Cassi va aquarterar les seves forces (47 aC) i va fugir de la província amb els seus tresors.
Va embarcar a Màlaga, però el seu vaixell es van enfonsar a la desembocadura de l'Ebre i se suposa que va morir. Sembla que tenia un fill de nom Quint Cassi Longí.